# Herb Loitz
Herb Loitz – herb miasta Loitz stanowi hiszpańską tarczę herbową, na której na czerwonym polu pięć srebrnych gwiazd ułożonych w słup pomiędzy dwoma złotymi maczugami, przy prawej krawędzi bocznej odwrócone skierowane w lewą stronę czarne skrzydło orła, a przy lewej krawędzi bocznej odwrócone czarne skrzydło orła. 
Herb został zatwierdzony w 1994 przez Ministerstwo Spraw Wewnętrznych (Bundesministerium des Innern, für Bau und Heimat).

## Objaśnienie herbu
Herb został zapożyczony ze starszej pieczęci miasta. Skrzydła orle odnoszą się do herbu szlacheckiego Gadebusch-Loitz jako założycieli i władców miasta. Maczugi są symbolem wymiaru sprawiedliwości średniowiecznego miejsca działalności sądu. Pochodzenie gwiazd w herbie nie da się jednoznacznie udokumentować. Według starożytnych wierzeń oznaczają szczęście i chwałę.